# 규원사화
《규원사화》(揆園史話)는 조선 숙종 1년인 1675년에 북애자(北崖子)가 저술하였다는 역사서 형식의 사화(史話)로, 상고시대와 단군조선의 임금에 대해 상세하게 기술되어 있다.

## 저자
- 북애자(北崖子)는 효종 ~ 숙종 시대의 과거에 급제하지 못한 선비라고 스스로 소개한다. 붓을 던지고 전국을 방랑하던 중 산골에서 청평 이명이 저술한 진역유기를 얻어 역사책을 쓰게 되었다고 한다.
- 청평 이명(淸平 李茗)은 고려 말에 청평산에 머물렀던 도인으로 추정되고 '선가의 말이 많은(도교 용어가 많이 사용된)' 《진역유기》 3권을 지어 산골에 숨겨두었다고 한다. 조선 선조 때에 씌어진 것으로 추정되는 조여적의 《청학집》에 도인의 계보를 설명하는 중에 간단하게 언급되었다.

## 전래 과정
《규원사화》가 일반에 공개된 것은 1925년 간행된 《단전요의(檀典要義)》에 일부가 인용된 것이 최초로 여겨진다. 그 내용은 1929년 간행된 《대동사강》에서도 인용되었고 전체 내용은 1932년 5월 이전에 등사되었다. 1934년에도 그 내용이 직접 인용되었으며 1940년에는 양주동이 필사본을 소장하고 있었음이 확인된다. 후에 국립중앙도서관 측에서 해방 직후(1945~1946년) 조선시대의 것으로 추정되는 필사본을 구입하여 귀중본으로 등록하였다. 이후 위서 논란이 계속되는 가운데 1972년에 고서심의위원 이가원, 손보기, 임창순의 3인이 심의하여 조선 왕조 숙종 1년인 1675년에 작성된 진본이라 판정하였다.

## 구성
〈규원사화서〉와 〈만설〉은 북애자의 글이며 〈조판기〉, 〈태시기〉, 〈단군기〉에는 설명 중간에 저자와 이전 저자인 이명의 의견이 추가된 듯한 부분이 있는데 대체로 인용 근거를 표시하고 있다.
- 규원사화서(揆園史話序)
- 조판기(肇判記)
- 태시기(太始紀)
- 단군기(檀君紀)
- 만설(漫說)

## 내용
《규원사화》는 산속의 바위굴에 보관한 《진역유기(震域遺記)》를 주로 참조하였으며 《진역유기》는 고려 말기 사람인 청평 이명(淸平 李茗)이 저술하였다고 소개하고 있다. 《진역유기》는 다시 발해의 역사서인 《조대기(朝代記)》를 참조하여 저술되었으므로, 《규원사화》는 《조대기》의 내용을 주로 담고 있는 것으로 여겨진다.
단원별로 내용을 살펴보면 다음과 같다.

### 규원사화서
서문에 해당되며 저술 배경을 적고 있다.

### 조판기
〈조판기〉는 수백만 년간의 혼돈의 시대가 지나고 하늘과 땅이 나뉘고 환인(一大主神), 환웅천왕과 그 거느리는 작은 신들의 무리의 활동으로 동·식물이 땅 위에 나타나 번성하고 사람들이 만들어지는 20만 년간의 내용이 시간 순으로 기록되어 있다.

### 태시기
〈태시기〉는 환웅이 환인의 명을 받아 치우씨(蚩尤氏), 고시씨(高矢氏), 신지씨(神誌氏) 등으로 대표되는 3천의 무리와 함께 인간 세상을 다스리며 1만 1천 년에 해당되는 ‘궐천년’ 간의 일이 설명된다.
탁록을 중심으로 벌인 치우씨와 신농씨의 전투에서는 장군 81명을 선발하여 탁록(涿鹿)에서 출발하여 구혼(九渾)에서 승리를 거두었으며 이때 한 해 동안 9 제후의 땅을 빼앗았다고 하였다. 후에 다시 유망의 나라의 도읍인 공상(空桑)을 공격하였으며 도읍을 공격한 이후로는 한 해 만에 12제후의 나라를 합쳤다고 설명하였다.

### 단군기
〈단군기〉는 단군임금이 고조선을 세우고 이후의 역대 임금들이 47대에 걸쳐 만주와 요동, 한반도 북부 일대를 다스리는 1천 2백여 년간의 치세의 내용이 기록되어 있다. '아사달이 발해의 중경 현덕부 지역으로 지금의 지린시 방면'이라는 북애자의 의견이 포함되었다.
〈단군기〉의 각 임금의 치세 기간은 다음과 같다.
1. 단군(檀君) 임금 : 재위 93년 - 원년(기원전 2333년) 고조선을 건국하였다. 우수하의 벌판에 수도를 세우고 그 이름을 임검성(壬儉城)이라 하였다.
2. 부루(夫婁) 임금 : 재위 34년 - 원년(기원전 2240년) 즉위.
3. 가륵(嘉勒) 임금 : 재위 51년 - 기원전 2206년 즉위
4. 오사(烏斯) 임금 : 재위 49년 - 기원전 2155년 즉위
5. 구을(丘乙) 임금 : 재위 35년 - 기원전 2106년 즉위
6. 달문(達文) 임금 : 재위 32년 - 기원전 2071년 즉위
7. 한율(翰栗) 임금 : 재위 25년 - 기원전 2039년 즉위
8. 우서한(于西翰) 임금 : 재위 57년 - 기원전 2014년 즉위
9. 아술(阿述) 임금 : 재위 28년 - 기원전 1957년 즉위
10. 노을(魯乙) 임금 : 재위 23년 - 기원전 1929년 즉위
11. 도해(道奚) 임금 : 재위 36년 - 기원전 1906년 즉위
12. 아한(阿漢) 임금 : 재위 27년 - 기원전 1870년 즉위
13. 흘달(屹達) 임금 : 재위 43년 - 기원전 1843년 즉위
14. 고불(古弗) 임금 : 재위 29년 - 기원전 1800년 즉위
15. 벌음(伐音) 임금 : 재위 33년 - 기원전 1771년 즉위
16. 위나(尉那) 임금 : 재위 18년 - 기원전 1738년 즉위
17. 여을(余乙) 임금 : 재위 63년 - 기원전 1720년 즉위
18. 동엄(冬奄) 임금 : 재위 20년 - 기원전 1657년 즉위
19. 구모소(緱牟蘇) 임금 : 재위 25년 - 기원전 1637년 즉위
20. 고홀(固忽) 임금 : 재위 11년 - 기원전 1612년 즉위
21. 소태(蘇台) 임금 : 재위 33년 - 기원전 1601년 즉위
22. 색불루(索弗婁) 임금 : 재위 17년 - 기원전 1568년 즉위
23. 아물(阿勿) 임금 : 재위 19년 - 기원전 1551년 즉위
24. 연나(延那) 임금 : 재위 13년 - 기원전 1532년 즉위
25. 솔나(率那) 임금 : 재위 16년 - 기원전 1519년 즉위
26. 추로(鄒盧) 임금 : 재위 9년 - 기원전 1503년 즉위
27. 두밀(豆密) 임금 : 재위 45년 - 기원전 1494년 즉위
28. 해모(奚牟) 임금 : 재위 22년 - 기원전 1449년 즉위
29. 마휴(摩休) 임금 : 재위 9년 - 기원전 1427년 즉위
30. 나휴(奈休) 임금 : 재위 53년 - 기원전 1418년 즉위
31. 등올(登兀) 임금 : 재위 6년 - 기원전 1365년 즉위
32. 추밀(鄒密) 임금 : 재위 8년 - 기원전 1359년 즉위
33. 감물(甘勿) 임금 : 재위 9년 - 기원전 1351년 즉위
34. 오루문(奧婁門) 임금 : 재위 20년 - 기원전 1342년 즉위
35. 사벌(沙伐) 임금 : 재위 11년 - 기원전 1322년 즉위
36. 매륵(買勒) 임금 : 재위 18년 - 기원전 1311년 즉위
37. 마물(麻勿) 임금 : 재위 8년 - 기원전 1293년 즉위
38. 다물(多勿) 임금 : 재위 19년 - 기원전 1285년 즉위
39. 두홀(豆忽) 임금 : 재위 28년 - 기원전 1266년 즉위
40. 달음(達音) 임금 : 재위 14년 - 기원전 1238년 즉위
41. 음차(音次) 임금 : 재위 19년 - 기원전 1224년 즉위
42. 을우지(乙于支) 임금 : 재위 9년 - 기원전 1205년 즉위
43. 물리(勿理) 임금 : 재위 15년 - 기원전 1196년 즉위
44. 구홀(丘忽) 임금 : 재위 7년 - 기원전 1181년 즉위
45. 여루(余婁) 임금 : 재위 5년 - 기원전 1174년 즉위
46. 보을(普乙) 임금 : 재위 11년 - 기원전 1169년 즉위
47. 고열가(古列加) 임금 : 재위 30년 - 기원전 1158년 즉위해서 1128년까지 30년간 통치하였다.

- 치세 기간은 기원전 2333년 ~ 기원전 1128년으로, 47대 1205년간 지속되었다.

### 만설
북애자 개인이 품고 있는 주관적인 생각을 풀어 서술하였다.

## 진위논란
대한민국 사학계에서는 《규원사화》가 조선 숙종년간에 저술되어 이후 근대기 민족사학과 대종교의 성립에 영향을 주었다는 주장과, 20세기 초에 민족의식을 고취시키기 위해 위작되었다는 주장이 병립하고 있다. 조선 후기의 저술은 인정하지만, 그 내용을 실제 역사로서 받아들이는 것은 이르다고 여기는 견해도 있다.
조선민주주의인민공화국 사학계에서는 고조선의 통치 연대를 《규원사화》와 다른 1,500년으로 보고 있으나 단군조선의 제도에 대한 묘사나 전조선(단군조선)의 1,200년간 47대 왕이 통치한 평균 재위년수는 긍정적으로 받아들이고 있으며 고조선 사회의 설명에 해당 내용들을 채택하였다.

### 위서론
《규원사화》는 《단기고사》나 《환단고기》와 함께 '《환단고기》류'로서 20세기에 쓰여진 위서로 간주되기도 한다.
위서론을 주장하는 대표적인 논문은 다음과 같다.
- 송찬식, 〈僞書辨〉, 《月刊中央》, 1977, 9월호
- 이순근, 〈고조선위치에 대한 제설의 검토〉, 《성심여자대학교》, 1987.5.15
- 조인성, 〈現傳 《揆園史話》의 史料的 性格에 대한 一檢討〉, 《李丙燾 九旬紀念 韓國史學論叢》, 1987
- 조인성, 〈《揆園史話》論添補〉, 《慶大史論》3, 1987, 경남대학교
- 조인성, 〈《揆園史話》와 《桓檀古記》〉, 《韓國史市民講座》2輯, 1988
- 조인성, 〈《揆園史話》論 添補〉, 慶大史論, 1987.3

### 진서론
위서론에 반박하고 진서임을 주장하여 《규원사화》의 내용의 실제 역사로서의 가치를 주장하는 견해는 다음과 같다.
- 이상시, 《檀君實史에 관한 文獻考證》, 고려원, 1990

《규원사화》 〈단군기〉의 중국과의 외교.전쟁 등에 해당되는 중국 사서의 기록과 연대가 부합함을 제시하였다.
- 최인철, 〈규원사화의 사료적 가치〉, 사회과학원-한국학술진흥재단, 2005

《규원사화》는 다른 단군관계비사들에 비해 과장이나 가필이 적다고 판단, 일부 내용의 사료로서의 가치를 인정하였다.
《규원사화》가 숙종 초 북애자가 쓴 진서라는 설에 동의하지만 그 내용의 사료적인 가치보다는 조선 후기의 민족주의의 흐름을 반영하는 자료로서 더 비중을 두는 견해는 다음과 같다.
- 한영우, 17세기의 반존화적 (反尊華的) 도가사학의 (道家史學) 성장 - 북애의 (北崖) 〈 규원사화 (揆園史話) 〉에 대하여 -, 한국학보, 1975
- 정영훈, 〈규원사화의 민족사상〉, 고려대학교, 1981
- 정영훈, 〈단군민족주의와 그 정치사상적 성격에 관한 연구 : 한말-정부수립기를 중심으로, 단국대학교, 1993
- 정영훈, 〈근대 민족주의사학의 역사인식〉, 한국학중앙연구원-한국학술진흥재단, 2005

비주류사상인 선가(仙家)의 역사인식에 주목하였다.
- 심백섭, 〈'규원사화'의 본문구조와 세계관 형태에 대한 연구〉, 서울대학교, 1993

#### 국립중앙도서관의 인증
1972년 11월 3일 국립중앙도서관 고서심의의원인 이가원(李家源), 손보기(孫寶基), 임창순(任昌淳) 3인이 귀중본 《규원사화》의 지질을 비롯한 사항을 심의한 결과, 조선 중기에 씌여진 진본임을 확인하여 인증서를 작성하였다. 그러나 이병도, 조인성, 송찬식 등 한국사학계의 상당수 학자들은 여전히 위서라고 판단하고 있다.
2003년 3월 서지 전문가들이 비공식적이기는 하나 재감정을 실시한 바 있는데 대체적으로 그것이 진본이 아니며 일제 때 필사되어 제본된 것으로 판단한 바 있다.

### 위서론 및 반론의 주장
다음은 현재까지 제시되어 있는 규원사화의 위서론 및 반론이다.
| 위서론 | 반론 |
| --- | --- |
| 19세기 이전의 원본이나 필사본이 존재하지 않는다. | 분야별 전문가의 감정을 거친 조선시대 필사본이 국립중앙도서관에 보관되어 있다. |
| 근대어나 사용하지 않았던 말들이 등장한다. 특히 文化는 당시의 의미인 문치교화(文治敎化)의 의미로 쓰이지 않고, culture의 의미로 쓰였다. ('文化之啓發, 更可速矣'의 '文化', 壬辰之役, 先民, 民氣, 强國之要, 天主 등) | 조인성 교수가 말하길 先民,民氣라는 단어는 중국 고전에서 용례를 찾을 수 있고, 天主또한 숙종 이전에 알려졌다고 설명하고 있다. 조 교수의 [culture가 문화로 번역되어 사용된 것이 일본에서부터]였다는 주장의 근거로 이숭녕 박사의 [한국언어발달사]를 제시했으나,일제 이후 각 분야에 새로운 일본식 한자어가 침투했다고 설명하고 있을 뿐, [culture를 뜻하는 문화라는 글자가 원래 일본에서 사용되었는데 일본의 영향력이 커지면서 우리나라에 전해졌다]는 주장과 거리가 있다. |
| 후대에 출간된 한치윤의 《해동역사》에 '高麗史 光宗十年 逐鴨綠江外女眞, 於白頭山外居之云'이라는 기록이 있는데 <고려사>에서 잘못 인용한 내용이다. 《규원사화》에도 같은 내용이 있는데 그럼 둘 중에 하나는 다른 하나를 참고했다는 것이다. 《해동역사》에는 전거가 된 문헌을 모두 밝히고 있지만 《규원사화》를 언급하지 않는다. 또한, 전거가 된 다른 문헌에서 이 잘못된 인용구를 찾을 수 없다. | 규원사화의 저자는 자신의 의견을 말하기 전에 기존의 역사책을 인용하여 내용을 서술하고, 쟁점이 되는 사항을 비교한 다음, 마지막에 자신의 의견을 제시하는 순서로 책을 쓰고 있다. 규원사화는 인용할 때 대부분 曰을 넣고 이따금 按,云으로 표시한다. 조인성 교수의 의견처럼 고려사를 인용했다면, [高麗史 曰] 또는 [高麗史 云]으로 시작되는 [고려사에 의하면]의 형태를 띄어야한다. 하지만[高麗史 光宗十年 逐鴨綠江外 女眞 於白頭山外居之云 則白頭之名 始見於此]라는 문장형식을 띄고 있고, [의하면]에 해당하는 云자가 白頭山外居之 다음에 씌여 있다. 해동역사에서는[高麗史 光宗十年 逐鴨綠江外 女眞 於白頭山外居之]로 씌여있는데, 여기에도 고려사 다음에 云이 들어있지 않다. 규원사화나 해동역사의 저자들이 직접 고려사를 인용하지 않고, 고려사 광종 10년 압록강 밖의 여진을 백두산 밖으로 몰아내어 살도록 하였다. 라고 쓰인 다른 책을 참고했을 가능성이 있다. |
| 저자는 〈만설〉에서 나라의 운명을 걱정하고 있으나 숙종 원년은 전란과 같은 큰 문제가 없었던 시기였다. | 문맥을 고려하면 문제 없는 내용 전개이다. 빼앗긴 강토는 발해의 영토인 만주와 요동을 의미한다. |
| 청평이 부연 설명한 고려 시대 '팔성당'의 내용이 다르다. | 청평은 묘청의 불교적 해석을 바로잡았을 뿐이다. |
| 청평은 고려 시대의 사람이라고 했는데 고려 시대의 책에서는 임금의 이름으로 쓰인 '治'자를 사용할 수 없다. | - 산속에 숨겨둔 도교 계열의 책이어서 규칙을 지킬 이유가 없다. - 고려 시대에 저술된 《삼국유사》에서도 '治'자는 쓰이고 있다. |
| 20세기 초에 처음 등장하였다. 규원사화나 진역유기는 20세기 이전에 언급된 적이 없다. | 진역유기는 산골 마을에서 발견되었다고 북애자가 이미 설명하였다. 규원사화가 숙종이후 2백여 년간 언급되지 않은 것은, 만설에서 담고 있는 북애자의 (청과 손잡고 만주와 중토를 지배하자는) 의견이 명에 대한 보은과 청에 대한 패배감으로 북벌을 준비하던 당시의 정서와 맞지 않았기 때문이다. |
| 북애자의 생각을 적은 만설에 '경주의 첨성대는 천수백 년이 지났는데 우뚝 솟아있다.'라는 구절이 있는데 규원사화가 저술했다고 주장하는 시기는 1675년이고 첨성대는 선덕여왕대(632년~647년)에 건립 되었으니 맞지 않다. | 송호정 교수가 말하기를 [관자23권][경중갑]편에서 조선이 제나라와 8000리 떨어진 곳에 있다고 하였다. 하지만 실제거리는 8000리가 안되는데,이 말은 곧, 고전 특유의 과장법으로 그만큼 거리가 멀다는 뜻이다. 위의 예에서 보듯이, 북애자의 [천수백년이 지났다는] 말 또한 과장법으로 오래되었다라는 뜻이다. |
| 1889년 일제 육군참모본부가 편찬한 《만주지지(滿洲地誌)》를 구절을 인용한 1914년에 김교헌이 쓴 《신단실기》의 "전 세계를 통치하는 무량의 지능을 가지셨으나 그 형제를 드러내지 않고 최상지천에 앉아 계시니(有統治全世界之無量智能 而不現其形體 坐於最上之天)" 구절이 《규원사화》에 들어있다.                                                                                                | |

## 역사적 인식
민족주의사학과 관련하여 민족 중심의 역사 이해, 사대모화사상의 비판, 북방 중심의 역사 인식, 단군의 민족의 기원으로서의 인식 등과 같은 역사적 인식을 주목하기도 한다.

## 같이 보기
- 신단민사
- 신단실기
- 대동사강
- 환단고기
- 단기고사

## 참고 자료
- 북애자, 《규원사화》, 시대미상
- 〈17世紀의 反尊華的道家史學의 成長―北崖子의 揆園史話에 대하여―〉, 한영우, 한국학보 1, 1975
- 이상시, 《檀君實史에 관한 文獻考證》, 고려원, 1990
- 김정배, 《한국사》 권4 - '초기국가 – 고조선.부여.삼한', 국사편찬위원회, 1997. pp. 53
- 허종호, 《고조선력사개관》, 사회과학출판사 남- 도서출판 중심 펴냄, 2001
- 북애자·조여적, 《규원사화·청학집》, 아세아문화사, 1976
- 조인성, 《규원사화》와 《환단고기》 사료 비판, 《韓國史 市民講座 제2집》, 일조각, 1988